# The Body Acoustic
Albums de Cyndi Lauper
Hey Now! (Remixes & Rarities)
(2005) Bring Ya to the Brink
(2008)
Singles
The Body Acoustic est le neuvième album studio de Cyndi Lauper, sorti en 2005 chez Epic Records/Daylight Records. Il s'agit d'une réinterprétation de dix précédentes chansons de Cyndi Lauper en version acoustique, plus deux nouvelles compositions (Above the Clouds et I'll Be Your River). L'album comporte de nombreux invités, soit Sarah McLachlan que l'on entend sur deux chansons, Adam Lazzara, Shaggy, Jeff Beck à la guitare, Vivian Green, Ani DiFranco et Puffy AmiYumi.
Une édition DualDisc de l'album est sortie, contenant l'intégralité de l'album en stéréo amélioré, quatre nouvelles vidéos réalisées par Cyndi elle-même ainsi qu'une "featurette" en coulisses sur la réalisation de l'album. Le pressage original de l'album est devenu le seul disque de Cyndi Lauper à être protégé contre la copie à l'aide de la technologie controversée XCP de Sony.

## Contexte et réalisation
L'album a été produit par Rick Chertoff, qui a travaillé avec la chanteuse sur son premier album, She's So Unusual, à partir de 1983, et William Wittman, qui a produit son album At Last. Les dix anciennes chansons sélectionnées pour cet album sont essentiellement les plus grands succès de Cyndi Lauper, tels que "All Through the Night", "Time After Time" avec Sarah McLachlan et sa chanson signature "Girls Just Wanna Have Fun", qui sont toutes remaniées en version acoustique et du dulcimer joué par Cyndi elle-même et Allison Cornell. Deux nouvelles chansons ont été ajoutées sur l'album, "Above the Clouds" avec Jeff Beck à la guitare et "I'll Be Your River" avec Vivian Green. De nombreux artistes figurent sur le présent album, notamment : Shaggy, Ani DiFranco, Adam Lazzara de Taking Back Sunday, Jeff Beck, Puffy AmiYumi, Sarah McLachlan et Vivian Green. Dans une interview avec un journaliste de Bay Area, la chanteuse a déclaré qu'elle avait une "liste de souhaits" avec les artistes avec lesquels elle a toujours voulu travailler, beaucoup d'entre eux ont dit oui à l'invitation à travailler sur l'album.
Dans une interview accordée au journal brésilien Extra, la chanteuse a déclaré que l'album était un projet spécial, avec l'intervention de la maison de disques et qu'elle ne le considère pas comme un "album de carrière".

## Réception et critiques
L'album a reçu de bonnes réceptions de la part des critiques de musique. Thom Jurek du site Web AllMusic a attribué à l'album trois étoiles et demie sur cinq et a écrit que même si l'idée de chansons invitées et de versions acoustiques peut sembler une idée biaisée, l'album apparaît comme "entièrement nouveau, plein d'aventure, de courage, polonais (...) et soul". Barry Waters du magazine "Rolling Stone" a attribué à l'album trois étoiles sur cinq et a noté que "la progression continue vers un matériau plus silencieux a peut-être laissé ses fans de rock traditionnels derrière il y a des années, mais cela a clairement amélioré ses compétences techniques." Le critique musical Robert Christgau a donné à l'album un "Choice Cut" pour la chanson "Money Changes Everything", avec ce genre de note, il implique que la chanson "est un bon morceau sur un album qui ne vaut ni votre temps ni votre argent (sic)".

## Chansons
| No  | Titre                       | Avec                        | Durée |
| --- | --------------------------- | --------------------------- | ----- |
| 1.  | Money Changes Everything    | Adam Lazzara                | 5:14  |
| 2.  | All Through the Night       | Shaggy                      | 4:40  |
| 3.  | Time After Time             | Sarah McLachlan             | 4:17  |
| 4.  | She Bop                     |                             | 4:16  |
| 5.  | Above the Clouds            | Jeff Beck                   | 3:57  |
| 6.  | I'll Be Your River          | Vivian Green                | 4:47  |
| 7.  | Sisters of Avalon           | Ani DiFranco & Vivian Green | 5:27  |
| 8.  | Shine                       |                             | 3:32  |
| 9.  | True Colors                 |                             | 4:09  |
| 10. | Water's Edge                | Sarah McLachlan             | 4:49  |
| 11. | Fearless                    |                             | 4:07  |
| 12. | Girls Just Want to Have Fun | Puffy AmiYumi               | 2:59  |

## Personnel
- Cyndi Lauper – Chant, dulcimer des Appalaches, guitare
- Sarah McLachlan : Chant sur Time Afer Time et Water's Edge
- Shaggy : Rap sur All Through the Night
- Jeff Beck – guitare sur "Above the Clouds"
- Jamie West-Oram – guitare
- Kat Dyson – guitare slide, guitare rythmique sur "Sisters of Avalon"
- Mark Egan – basse
- Zev Katz – basse
- William Wittman – basse, chœurs, producteur
- Allison Cornell – violon, alto, dulcimer drone, chœurs
- Rick Chertoff – piano, producteur
- Steve Gaboury – piano, orgue, Roland Juno-60, harmonium
- Rob Hyman – melodica
- Jim Hines – trompette
- Tom Malone – trombone
- Sammy Merendino – Batterie